# Wheels of Fire
Wheels of Fire je třetí album britské skupiny Cream. Skládá se ze studiové desky a živé části, nahrané během vystoupení v San Francisku. Přínosný je zejména onen „živák“, který ukazuje, v čem spočívala největší síla této skupiny – naprostá volnost na pódiu, kdy daná píseň vždy sloužila pouze jako rámec pro blues-rockovou improvizaci. Dobře patrné je to na záznamech skladeb "Toad" nebo "Spoonful", jež se protáhly na bezmála 17 minut. Ne každá improvizace však musí zákonitě fungovat, jako se to podařilo především ve druhé ze jmenovaných písní nebo v úvodní "Crossroads".
Nahrávky "Traintime" a "Toad" jsou příkladem toho, že se občas i mistři tesaři utnou. Obdobnou polaritu představuje i studiové album. Na jedné straně jsou zde brilantní songy jako "White Room", "Born Under a Bad Sign" nebo "Deserted Cities of the Heart", na straně druhé skladby "Passing the Time" či "As You Said", které se řadí k tomu slabšímu z produkce Cream.

## Seznam skladeb

### Disk jedna:In the Studio

#### Strana 1
1. "White Room" (Jack Bruce, Pete Brown) – 4:58
2. "Sitting on Top of the World" (Howlin' Wolf) – 4:58
3. "Passing the Time" } (Ginger Baker, Mike Taylor) – 4:37
4. "As You Said" (Bruce, Brown) – 4:20

#### Strana 2
1. "Pressed Rat and Warthog" (Baker, Taylor) – 3:13
2. "Politician" (Bruce, Brown) – 4:12
3. "Those Were the Days" (Baker, Taylor) – 2:53
4. "Born Under a Bad Sign" (Booker T. Jones, William Bell) – 3:09
5. "Deserted Cities of the Heart" (Bruce, Brown) – 3:38

### Disk dva:Live at the Fillmore

#### Strana 3
1. "Crossroads" (Robert Johnson, arr. Clapton) – 4:14 (nahráno 10. března, 1968, Winterland, San Francisco, CA. (1. show))
2. "Spoonful" (Willie Dixon) – 16:48 (nahráno 10. března, 1968, Winterland, San Francisco, CA. (1. show))

#### Strana 4
1. "Traintime" (Bruce) – 6:52 (nahráno 10. března, 1968, Winterland, San Francisco, CA. (1. show))
2. "Toad" (Baker) – 16:16 (nahráno 7. března, 1968 ve Fillmore West, San Francisco, CA. (2. show))

## Sestava
- Jack Bruce – zpěv, baskytara, violoncello, harmonika, parní varhany Calliope, akustická kytara, zobcová flétna
- Eric Clapton – kytary, zpěv
- Ginger Baker – bicí, tympány, zvonkohra, marimba, zvony, tamburína, recitace, zpěv

### Další
- Felix Pappalardi – viola, žesťové nástroje, švýcarské zvonky, varhanní pedál

## České vydání
V roce 1970 vydala album v Československu firma Supraphon v Gramofonovém klubu pod číslem 1 13 0811-12.